# Dante Fabbro
Dante Fabbro (Coquitlam, Columbia Británica, 20 de junio de 1998), apodado Fabs, es un jugador profesional canadiense de hockey sobre hielo que se desempeña en la posición de defensor derecho en Columbus Blue Jackets, equipo de la National Hockey League (NHL).

## Carrera
Fue seleccionado en la primera ronda en la NHL Entry Draft de 2016. En 2018 hizo su debut profesional con el equipo Nashville Predators, donde lleva jugando seis temporadas.